# Liste der Konstanzer Domherren
Die folgende Liste der Konstanzer Domherren stellt eine Sammlung der Domherren am Konstanzer Münster dar. Das Bistum Konstanz mit Sitz in Konstanz am Bodensee bestand von etwa 585 bis zu seiner Auflösung 1821. Hierbei sind, der Einfachheit halber, die adligen und die bürgerlichen Domherren vor der Säkularisation gemeinsam aufgeführt. Nichtresidierende Domherren werden mit einem (ND), Ehrendomherren mit einem (ED) gekennzeichnet.
Folgende Kleriker waren Domherren im ehemaligen Bistum Konstanz:
| Name                                                                   | von      | bis  | ND/ED | Anmerkung |
| ---------------------------------------------------------------------- | -------- | ---- | ----- | --- |
| Konrad Joseph Franz Xaver Alois Freiherr von Beroldingen zu Gündelhard |          |      |       | (1746–1800), Domherr zu Konstanz; fürstlich geistlicher Rat |
| Albrecht Sigismund von Bayern                                          |          |      |       | Fürstbischof von Freising (1652–1685) und auch Fürstbischof von Regensburg (1668–1685) |
| Albrecht Blarer                                                        | 1385     |      |       | († 1441); Domherr (1385–1386) und Dompropst (1397–1407) in Konstanz; Propst von St. Stephan in Konstanz (1417–1422); Domkustos in Konstanz (1431–1441); Bischof von Konstanz (1407–1410)                                                                                   |
| Johannes von Botzheim                                                  | 1510     | 1526 |       | Theologe und Humanist |
| Hartmann von Bubenberg                                                 | ca. 1367 |      |       | Offizial der Konstanzer Kurie (1384, 1391 und 1406); Konstanzer Generalvikar (1391 bis 1406); Stiftspropst von St. Mauritius in Zofingen (1394 bis 1421) und St. Ursen in Solothurn (1397/98 bis 1421)                                                                     |
| Albert (I.) von Castell                                                |          |      |       | Dompropst in Konstanz (1294–1324) |
| Albert (II.) von Castell d. J.                                         | 1304     |      |       | Bruder von Albert (I.); Kanoniker und Propst von St. Stephan in Konstanz; Propst von St. Johann (1333–1334); Propst von Zurzach (1330–1344); Offizial (seit 1311) und Generalvikar in Konstanz                                                                             |
| Johannes Egner                                                         | 1397     |      |       | Magister; Domherr in Konstanz und Propst von St. Stephan; Pfarrer von Flecksberg (Bistum Straßburg); Chorherr an St. Johann in Konstanz |
| Georg Sigmund von Ems                                                  |          |      |       | Domherr in Konstanz und Basel |
| Felix Adam Joseph von Fugger-Glött                                     | 1745     | 1770 |       | |
| Johann Leopold von Gudenus                                             |          |      |       | |
| Heinrich von Hewen                                                     |          |      |       | |
| Markus Sittikus von Hohenems                                           |          |      |       | |
| Berthold von Königsegg-Rothenfels                                      | 1620     |      |       | |
| Ulrich Krafft                                                          | 1486     |      |       | |
| Ulrich von Kyburg                                                      | 1229     |      |       | |
| Christoph Metzler                                                      |          |      |       | |
| Johann Nepomuk von Montfort                                            |          |      |       | |
| Friedrich Wilhelm von der Pfalz                                        | 1685     | 1689 |       | |
| Friedrich zu Rhein                                                     | 1430     |      |       | |
| Franz Konrad von Rodt                                                  |          |      |       | aus Meersburg; Domherr in Konstanz und Augsburg; Dompropst in Konstanz (1739) und Eisgarn (1750); Fürstbischof von Konstanz (1750); Kardinal (1758); Reichsfreiherr |
| Maximilian Christoph von Rodt                                          | 1790     |      |       | aus Meersburg; Ritter des Malteserordens (1727), dann Domherr in Konstanz, Augsburg und Würzburg; Archdiakon am Konstanzer Domstift (1760), Domkantor (1766) und Dompropst (1773); Domdekan in Augsburg (1770–1775); Fürstbischof von Konstanz (1775–1799); Reichsfreiherr |
| Johann Nepomuk von Roll                                                | 1790     | 1832 |       | aus Bernau im Schwarzwald; Domkapitular und Domdekan in Konstanz, Domherr in Osnabrück, Domizellar in Worms |
| Lutold von Schaunberg                                                  | 1325     | 1328 |       | Domherr in Passau (1299); Propst von Mattsee (1316); Domherr in Freising (1320); Propst von St. Stephan und St. Johann in Konstanz (1325); Bischof von Freising (1342–1347)                                                                                                |
| Johann Albrecht Schenk von Stauffenberg (1606–1636)                    |          |      |       | Domherr in Augsburg und Konstanz |
| Johann Franz Schenk von Stauffenberg (1658–1740)                       | 1667     |      |       | Domherr in Würzburg, Konstanz und Augsburg, zuletzt Fürstbischof von Konstanz (1704–1740) und Augsburg (1737–1740) |
| Lothar Schenk von Stauffenberg (1694–1758)                             |          |      |       | Domherr in Eichstätt, Konstanz und Augsburg |
| Sebastian Schenk von Stauffenberg (1563–1626)                          |          |      |       | Domherr in Bamberg, Eichstätt, Würzburg und Konstanz |
| Franz Johann Vogt von Altensumerau und Prasberg (1611–1689)            | 1627     |      |       | Domherr zu Konstanz (1627), Eichstätt (1634), Augsburg (1635); Weihbischof (1641) und Fürstbischof (1645 bis 1689) von Konstanz |
| Johann II. von Werdenberg                                              | 1454     |      |       | Domherr zu Augsburg (1449) und Straßburg (1451), Bischof von Augsburg (1469–1486) |
| Johannes Eustache Egolf von Westernach                                 | 1705     |      |       | Weihbischof im Bistum Augsburg (1681–1707); Domkustos (1693), Dompropst (1698) und Kanonikus des Augsburger Doms |
| Sigmund Christoph von Waldburg zu Zeil und Trauchburg                  | 1776     |      |       | Fürstbischof von Chiemsee (1797–1808), Generalvikar (1797–1812), Koadjutor (1808–1812) und Administrator von Salzburg (1812–1814) |
| Franz Coelestin Freiherr von Beroldingen                               | 1725     | 1744 |       | 1744 Domherr, 1744 Domkustos |
|                                                                        |          |      |       | |